# Owen Casey
Owen Casey (ur. 22 października 1969 w Dublinie) – irlandzki tenisista, reprezentant kraju w Pucharze Davisa, olimpijczyk.

## Kariera tenisowa
W zawodowym gronie tenisistów Casey startował w latach 90. XX. Wygrał w singlu jeden turniej ITF i jeden w deblu z cyklu ATP Challenger Tour, w Brunei wspólnie z Donaldem Johnsonem. W rankingu gry pojedynczej najwyżej był na 228. miejscu (12 października 1992), a w klasyfikacji gry podwójnej na 210. pozycji (23 listopada 1992).
W latach 1988–2002 reprezentował Irlandię w Pucharze Davisa notując bilans trzydziestu trzech zwycięstw i szesnastu porażek.
Casey trzy razy zagrał na igrzyskach olimpijskich, w Seulu (1988), Barcelonie (1992) i Atlancie (1996). W Seulu i Atlancie startował w konkurencji gry podwójnej ponosząc porażki w pierwszej rundzie, natomiast w Barcelonie awansował do drugiej rundy debla i zagrał w singlu odpadając w pierwszym meczu.